# Condado de Wayne (Carolina do Norte)
O Condado de Wayne é um dos 100 condados do estado americano da Carolina do Norte. A sede do condado é Goldsboro, e sua maior cidade é Goldsboro. O condado possui uma área de 1 442 km² (dos quais 11 km² estão cobertos por água), uma população de 113 329 habitantes, e uma densidade populacional de 79 hab/km² (segundo o censo nacional de 2000). O condado foi fundado em 1799.